# Johann Martel
Johann Martel (* 16. Februar 1979 in Frunse, Kirgisische Sozialistische Sowjetrepublik) ist ein deutscher Politiker (AfD) und Mitglied des Deutschen Bundestages.

## Persönlicher Werdegang
Martel ist technischer Fachwirt. Er ist sechsfacher Familienvater.

## Politischer Werdegang
Er kandidierte zur Landtagswahl in Baden-Württemberg 2021 im Landtagswahlkreis Neckar-Odenwald, 2023 für das Amt des Bürgermeisters in seiner langjährigen Heimatstadt Walldürn, und 2025 auch als Direktkandidat im Bundestagswahlkreis Odenwald – Tauber.
Martel gehört seit der Bundestagswahl 2025 dem Deutschen Bundestag an. Er zog über Landeslistenplatz 16 der AfD Baden-Württemberg ein.
Im 21. Deutschen Bundestag ist Martel Mitglied in folgenden Ausschüssen und Gremien:
- Ordentliches Mitglied im Ausschuss für Bildung, Familie, Senioren, Frauen und Jugend sowie im Ausschuss für wirtschaftliche Zusammenarbeit und Entwicklung
- Stellvertretendes Mitglied im Ausschuss für Arbeit und Soziales
- Stellvertretendes Mitglied  in der Parlamentarischen Versammlung des Europarates